# 247 TCN
247 TCN là một năm trong lịch La Mã. 